# People In Love
"People In Love" er en kærlighedsrelateret sang lavet af det engelske band 10cc fra deres 5. album Deceptive Bends, som også blev deres "comeback" med de nye medlemmer, de havde skrabet sammen. People In Love er en af 10cc's største hits, og den er desuden også med på de 1997-albummet The Very Best Of 10cc fra Mercury Records og 10cc The Ultimate Collection fra 2005. 

## Instrumentering
- Eric Stewart: Klaver, guitar
- Graham Gouldman: Guitar
- Paul Burgess: Trommer

| Musik | Spire Denne musikartikel er en spire som bør udbygges. Du er velkommen til at hjælpe Wikipedia ved at udvide den. |